# Bonnie Bassler
Pour les articles homonymes, voir Bassler.
Bonnie Lynn Bassler, née en 1962, est une professeure de biologie moléculaire américaine. Elle enseigne et dirige ses recherches à l'université de Princeton depuis 1994 et au Howard Hughes Medical Institute depuis 2005.
Elle est membre de l'Académie nationale des sciences depuis 2006. Elle a reçu le prix L'Oréal-Unesco pour les femmes et la science en 2012 pour ses recherches sur les mécanismes de communication des bactéries appelés détection du quorum, et le prix Shaw en 2015. Elle reçoit en 2025 la National Medal of Science.